# Sofia Dorotea de Hannover
Sofia Dorotea de Hannover (en alemany Sophie Dorothea von Hannover) va néixer al palau de Herrenhausen, Hannover, Prússia, el 16 de març de 1687 i va morir a Berlín el 28 de juny de 1757. Era la filla petita del duc Jordi Lluís de Brunsvic-Luneburg, qui seria després el rei Jordi I del Regne Unit (1660-1727) i de Sofia Dorotea de Brunsvic-Lüneburg (1666-1726).
Després del divorci dels seus pares el 1694, Sofia i el seu germà Jordi August, futur rei Jordi II, van ser separats de la seva mare, a qui ja no veurien mai més.

## Matrimoni i fills
El 17 de novembre de 1706 es va casar a Berlín amb el príncip hereu de Prússia, Frederic Guillem (1688-1740), fill de Frederic I de Prússia (1657-1713) i de la princesa Sofia Carlota de Hannover (1668-1705). El matrimoni va tenir catorze fills:
- Frederic Lluís (1707-1708).
- SAR la princesa Guillemina de Prússia nascuda a Berlín el 1709 i morta a Bayreuth el 1758. Es casà amb el marcgravi Frederic de Brandenburg-Bayreuth el 1735.
- Frederic Guillem (1710-1711)
- SM el rei Frederic II de Prússia nascut a Berlín el 1712 i mort a Potsdam el 1786. Es casà amb primeres núpcies amb la princesa Elisabet Cristina de Brunsvic-Bevern.
- Carlota (1713-1714)
- SAR la princesa Frederica Lluïsa de Prússia nascuda a Berlín el 1714 i morta a Ansbach el 1794. Es casà amb el marcgravi Carles de Bransdenburg-Ansbach el 1726.
- SAR la princesa Felipa Carlota de Prússia nascuda a Berlín el 1716 i morta a Wolfenbüttel el 1801. Es casà amb el duc Carles I de Brunsvic-Wolfenbüttel el 1733.
- Carles (1717-1719)
- SAR la princesa Sofia Dorotea de Prússia nascuda a Berlín el 1719 i morta el 1765. Es casà amb el marcgravi Frederic Guillem de Brandenburg-Schwedt el 1734.
- SM la reina Lluïsa Ulrica de Prússia, nata a Berlín el 1720 i morta a Estocolm el 1782. Es casà amb el rei Adolf Frederic I de Suècia.
- SAR el príncep August Guillem de Prússia nascut a Berlín el 1722 i mort a Potsdam el 1758. Es casà amb la princesa Lluïsa de Brunsvic-Wolfenbüttel el 1744. El seu fill és el rei Frederic Guillem II de Prússia.
- SAR la princesa Anna Amàlia de Prússia nascuda a Berlín el 1723 i morta a Quedlinburg el 1785. Es casà en secret amb el baró Frederic von der Trech.
- SAR el príncep Enric de Prússia (1726-1802) nascut a Berlín el 1726 i mort a Potsdam el 1802. Es casà amb la princesa Guillemina de Hessen-Kassel el 1752.
- SAR el príncep Ferran de Prússia nascut a Berlín el 1730 i mort el 1813. Es casà amb la princesa Lluïsa de Brandenburg-Schwedt el 1755.